# Тулбуре, Алексей Сергеевич
Алексей Сергеевич Тулбуре (рум. Alexei Tulbure; род. 24 апреля 1966, Ниспорены, Молдавская ССР, СССР) — молдавский государственный и политический деятель, дипломат. Чрезвычайный и полномочный посол.
Депутат Парламента Республики Молдова III созыва (1998—2001). Постоянный представитель Республики Молдова при Совете Европы (2002—2006). Постоянный представитель Республики Молдова при ООН (2006—2008).

## Биография
Родился 24 апреля 1966 в городе Ниспорены Молдавской ССР.

### Трудовая деятельность
С 1998 по 2001 — депутат Парламента Республики Молдова III созыва. Член парламентской фракции Избирательного блока «За демократическую и процветающую Молдову» (ныне Европейская социал-демократическая партия Молдавии). Начальник Управления внешних связей Парламента Республики Молдова и член Комиссии по внешней политике. Член парламентской группы дружбы с Парламентом Италии.
С 27 ноября 2002 по 19 мая 2006 — постоянный представитель Республики Молдова при Совете Европы.
С 26 июля 2006 по 4 марта 2008 — постоянный представитель Республики Молдова при ООН в ранге чрезвычайного и полномочного посла.

### Общественная деятельность
Основатель и директор Института устной истории Молдовы, политолог и комментатор телеканалов Jurnal TV и TV7.

## Семья
Дед — Алексей Григорьевич Тулбуре — солдат Красной армии, бабка Феодосия (Тодосыя) Тулбуре, отец — Сергей Алексеевич Тулбуре.

## Награды
- Орден Почёта (20 ноября 2003) — в знак признания заслуг в обеспечении подготовки и успешного осуществления Республикой Молдова Председательства в Комитете министров Совета Европы и за значительный вклад в утверждение достойного имиджа нашей страны в мире[14]